# Orthochromis torrenticola
Orthochromis torrenticola är en fiskart som först beskrevs av Thys van den Audenaerde, 1963.  Orthochromis torrenticola ingår i släktet Orthochromis och familjen Cichlidae. IUCN kategoriserar arten globalt som livskraftig. Inga underarter finns listade i Catalogue of Life.